# Commerce Court North
 (février 2024).
Si vous disposez d'ouvrages ou d'articles de référence ou si vous connaissez des sites web de qualité traitant du thème abordé ici, merci de compléter l'article en donnant les références utiles à sa vérifiabilité et en les liant à la section « Notes et références ».
Commerce Court North est un gratte-ciel de Toronto. Il a été bâti en 1931, mesure 145 mètres, et compte 34 étages. L'édifice est l'œuvre du cabinet Pearson and Darling.

## Description

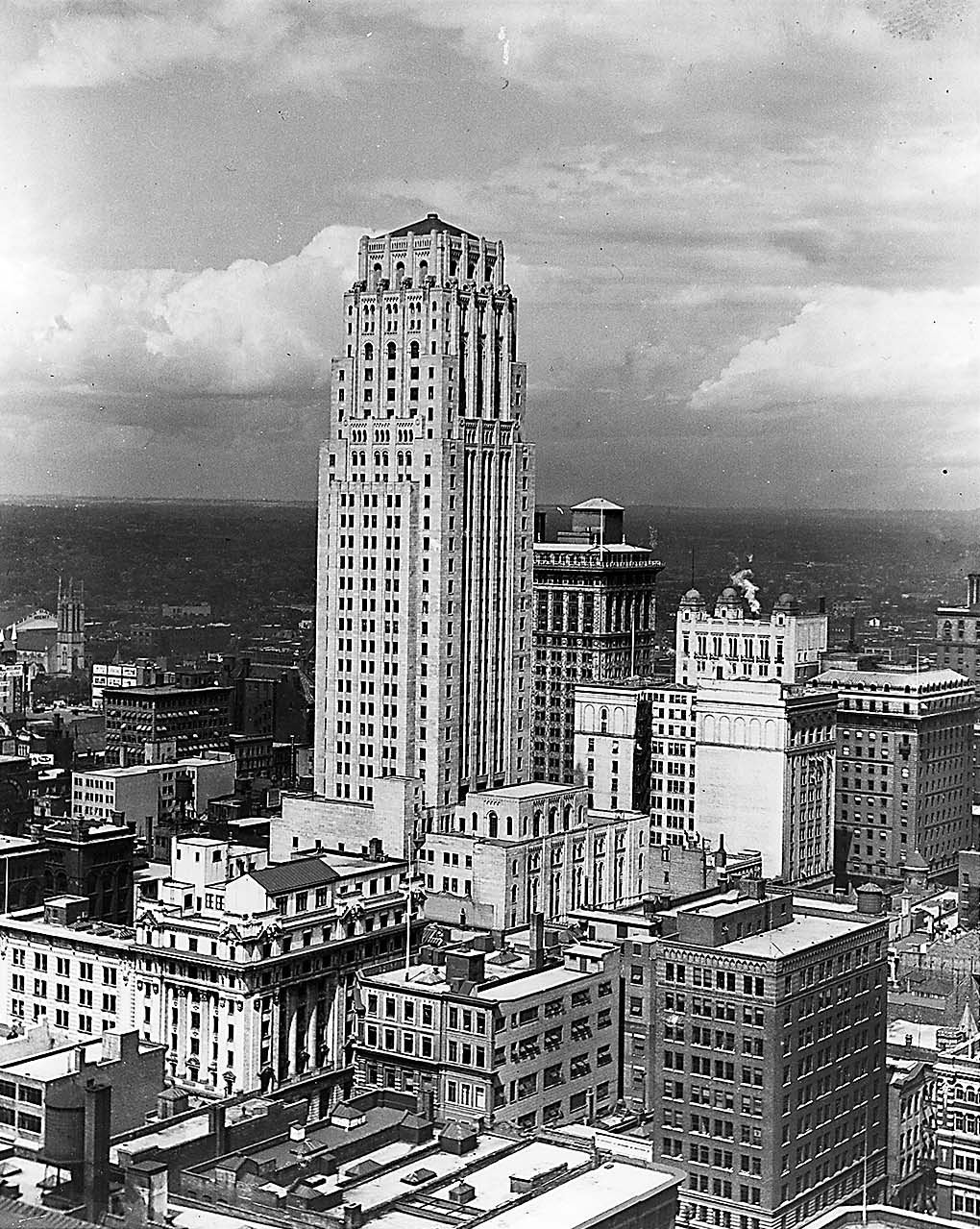
La tour Commerce Court North était à l'origine le plus haut bâtiment du Canada.

La tour était à sa construction le bâtiment le plus élevé du Canada ainsi que de l'Empire britannique, jusqu'à l'érection en 1962 de la Place Ville-Marie à Montréal. Après avoir été le bâtiment le plus élevé de la ville jusqu'à la construction en 1967 de la TD Tower, la tour est aujourd'hui le 25e plus haut édifice de Toronto, après l'Exchange Tower (146 mètres, 30 étages, appartenant au complexe First Canadian Place, et devant la Simpson Tower (144 mètres, 33 étages).
Immeuble de bureaux, elle a abrité originellement le siège social de la Banque canadienne du commerce, jusqu'à sa fusion pour constituer la banque CIBC qui hérite des locaux.
Commerce Court North fait partie d'un ensemble de quatre bâtiments, distingués par un nom référant à un point cardinal, érigés à différentes époques, et dans des styles divers également. La tour est la seconde par sa hauteur et la première par son antériorité.